# Ramaria insignis
Ramaria insignis är en svampart som först beskrevs av Narcisse Theophile Patouillard, och fick sitt nu gällande namn av R.H. Petersen 1981. Ramaria insignis ingår i släktet Ramaria och familjen Gomphaceae.   Inga underarter finns listade i Catalogue of Life.